# Pisaster
Pisaster es un género de equinodermos asteroideos de la familia Asteriidae. Incluye tres especies de estrellas de mar que se distribuyen en la zona intermareal a lo largo de la costa del océano Pacífico, desde Alaska hasta California. 

## Especies
Se reconoce las siguientes especies:
- Pisaster brevispinus
- Pisaster giganteus
- Pisaster ochraceus